# Oppermanns formodning
Oppermanns formodning er et uløst matematisk problem om fordelingen af primtal. Formodningen er tæt beslægtet med, men stærkere end Legendres formodning, Andricas formodning og Brocards formodning. Den er opkaldt efter den danske filolog og matematiker Ludvig Oppermann, som fremkom med den i en upubliceret forelæsning i marts 1877.

## Formodningen
Formodningen siger, at for ethvert heltal x > 1, er der mindst ét primtal imellem
x(x − 1) og x2,
og mindst ét primtal imellem
x2 og x(x + 1).

## Status
Selv for små værdier af x er antallet af primtal i intervallerne givet af formodningen meget større end 1, hvilket giver en stærk indikation af, at formodningen er sand. Imidlertid er Oppermanns formodning ikke blevet bevist.